# Váradi Hédi
Váradi Hédi (Újpest, 1929. szeptember 22. – Budapest, 1987. április 11.) Kossuth- és Jászai Mari-díjas magyar színésznő, érdemes és kiváló művész.

## Élete
Szülei az Újpesti Munkásotthonban ismerkedtek meg egymással, ahová sok évvel később ő is el-ellátogatott egy-egy előadásukra. Két testvére volt, akikkel együtt nézte a műkedvelő szülők színielőadásait, példájuk indította el a színészi pályán.
Rózsahegyi Kálmán színiiskolája után, 18 évesen, elsőre bejutott a Színház- és Filmművészeti Főiskolára. Osztálytársa volt Szemes Mari, Psota Irén, Berek Kati, Horváth Teri, Soós Imre, akikkel együtt is lakott a Horváth Árpád Színészkollégiumban. Legkedvesebb tanára Gellért Endre és Ónody Márta volt.
Hosszú ideig volt Bessenyei Ferenc élettársa. 1951-ben ismerkedtek meg, házasságuk hivatalosan 1961. szeptember 8-tól 1963. március 4-ig tartott, amikor is kapcsolatuk válással végződött.
Gánt községben parasztházat vásárolt, ahol szabadidejét töltötte.
Hosszú, súlyos betegségben hunyt el, nem engedte meg az életmentő műtét elvégzését. Sírja a Fiumei úti sírkertben található, apja, Váradi István és testvére Váradi Lóránt Pál mellett nyugszik.

## Pályája
A Színművészeti Főiskola után, 1952-ben, a Madách Színházban kezdett dolgozni, majd 1964-től haláláig a Nemzeti Színház színésze volt. Az ott eltöltött 23 éve alatt azonban voltak olyan évadok, amikor nem kapott szerepet. Azokban az években önálló gyermekműsort állított össze, és ezzel valamint előadóestjeivel járta az országot, „haknizott”, illetve a Józsefvárosi Színházban vendégként szerepelt.
Átütő egyéniségével, mélyen megragadó játékstílusával drámai és vígjátéki szerepeket is kiválóan interpretált. Főszereplője volt Darvas Iván és Bodrogi Gyula társaságában a József Attila Színházban emlékezetes sikert aratott, Imádok férjhez menni című darabnak. Ebben a darabban ő énekelte először az Engem nem lehet elfelejteni című későbbi nagy slágert.
Országos népszerűségét erősítették szinkron alakításai. Kálmán Györggyel ők kölcsönözték hangjukat a Casablanca főszereplőinek.

## Főbb színházi szerepei
- Júlia (Shakespeare: Rómeó és Júlia)
- Cleopatra (George Bernard Shaw: Caesar és Cleopatra) (1955)
- Mira (Sarkadi Imre: Elveszett paradicsom)
- Éva (Madách Imre: Az ember tragédiája)
- Ágnes (Vörösmarty Mihály: Czillei és a Hunyadiak)
- Charlotte Corday (Weiss: Marat/Sade)
- Maggie (Arthur Miller: A bűnbeesés után)
- Titánia (Shakespeare: Szentivánéji álom)
- Kalipszó, Heléné, Kirké (Devecseri Gábor: Odüsszeusz szerelmei)
- Helene (Loleh Bellon: A csütörtöki hölgyek)
- Kszenyija (Gorkij: Jegor Bulicsov és a többiek)
- Viktória Maugham-Nemes László-Nádas Gábor-Szenes Iván: Imádok férjhez menni
- Stuart Mária, Skócia királynője (Friedrich Schiller: Stuart Mária) (1969)

## Filmjei

### Játékfilmek
- Dalolva szép az élet (1950)
- Kiskrajcár (1953)
- Föltámadott a tenger I-II. (1953)
- Ifjú szívvel (1953)
- Mese a 12 találatról (1956)
- A tettes ismeretlen (1957)
- Gerolsteini kaland (1957)
- Éjfélkor (1957)
- Vasvirág (1958)
- Micsoda éjszaka (1958)
- Kölyök (1959)
- Fapados szerelem (1959)
- Egy régi villamos (1960 - rövid film)
- Alba Regia (1961)
- Puskák és galambok (1961)
- Délibáb minden mennyiségben (1961)
- Meztelen diplomata (1963)
- Már nem olyan időket élünk (1963)
- Az orvos halála (1965)
- Harlekin és szerelmese (1967)
- Kötelék (1967)
- Pokolrév (1969)
- Az örökös (1969)
- Van, aki forrón szereti (1970)
- Nápolyt látni és… (1972)
- Dóra jelenti (1978)
- Az utolsó kézirat (1986)

### Tévéfilmek
- A mama (1958)
- Vihar a Sycomore utcában (1959)
- Hotel Germánia (1962)
- Ne éljek, ha nem igaz (1962)
- Gömböc (1962)
- Utak (1963)
- Az utolsó budai pasa (1963)
- Hivatalos utazás (1963)
- Menazséria (1964)
- Amerikából jöttem (1965)
- Az asszony és az igazság (1966)
- Oly korban éltünk 1-5. (1966-67)
- Germán vakáció (1967)
- Könnyű kis gyilkosság (1967)
- Ninocska, avagy azok az átkozott férfiak (1967)
- Három találkozás (1968)
- Nyomozók társasága (1969)
- Tévedni isteni dolog (1970)
- Asszonyok mesélik (1971)
- 12 egy tucat (1973)
- Kérem a következőt! (1974 - rajzfilmsorozat)
- Szerelmes sznobok (1983)[5]
- Rutinmunka (1984)
- Egy gazdag hölgy szeszélye (1986)

### Portréfilm, önálló műsor
- Portréfilm (Magyar Televízió, 1985. szeptember 22.)
- Én most énekelek (önálló tv-műsor, 1985)

## Hang és szinkron

### Hang
- Mazsola és Tádé mesefilmben (1969-1971), Tádé hangja
- Frakk a macskák réme mesefilmben (1972-1986), Szerénke hangja
- Stop! Közlekedj okosan! (1971), Macska hangja
- Frédi és Béni, Irma hangja

### Szinkronszerepei
- Hófehérke és a hét törpe (Snow White and the Seven Dwarfs) [1937] .... Hófehérke
- Szerelmet akarok (It's Love I'm After) [1937] .... Joyce (Bette Davis)
- Zola élete (The Life of Emile Zola) [1937] .... Lucie Dreyfus (Gale Sondergaard)
- Óz, a csodák csodája (The Wizard of Oz) [1939] .... Dorothy Gale (Judy Garland)
- Waterloo Bridge [1940] .... Myra (Vivien Leigh)
- New Orleans angyala (The Flame of New Orleans) [1941] .... Claire Ledoux grófnő (Marlene Dietrich)
- Bambi (film, 1942) .... Toppancs, a nyuszi gyerekként és serdülőként
- Boszorkányt vettem feleségül (I Married a Witch) [1942] .... Jennifer (Veronica Lake)
- Casablanca (Casablanca) [1942] .... Ilsa Lund (Ingrid Bergman)
- Éjszakai látogatók (Les visiteurs du soir) [1942] .... Dominique (Arletty)
- Akiért a harang szól (film, 1943) (For Whom the Bell Tolls) [1943] .... María (Ingrid Bergman)
- Madame Curie (film, 1943) .... Marie Curie (Greer Garson)
- A hetedik kereszt (film, 1944) (The Seventh Cross) .... Liesel Roeder (Jessica Tandy)
- Szegények és gazdagok (To Have and Have Not) [1944] .... Madame Hellene de Bursac (Dolores Moran)
- Elbűvölve (Spellbound) [1945] .... Dr. Constance Petersen (Ingrid Bergman)
- Az éjszaka kapui (Les portes de la nuit) [1946] .... Malou (Nathalie Nattier)
- Forgószél (Notorious) [1946] .... Alicia Huberman (Ingrid Bergman)
- Tőr és köpeny (Cloak and Dagger) [1946] .... Gina (Lilli Palmer)
- Anna Karenina (Anna Karenina) [1948] .... Anna Karenina (Vivien Leigh)
- A nagy óra (The Big Clock) [1948] .... Louise Patterson (Elsa Lanchester)
- Uraim, beszállni! (Signori, in carrozza!) [1951]
- Családi ágy (The Four Poster) [1952] .... Abby Edwards (Lilli Palmer)
- Bajbajutott gentleman (Will Any Gentleman...?) [1953] .... Berly (Joan Sims)
- Csókolj meg, Katám! (Kiss Me Kate) [1953] .... Lilli Vanessi `Katalin` (Kathryn Grayson)
- Julius Caesar [1953] .... Portia (Deborah Kerr)
- Két hektár föld (Do Bigha Zamin) [1953] .... Rani, az unokája (Meena Kumari)
- Váratlan vendég (An Inspector Calls) [1954]
- A barátnők (Le amiche) [1955] .... Clelia (Eleonora Rossi Drago)
- Az utolsó öt perc (Gli ultimi cinque minuti) [1955] .... Valeria Roberti, Filippo felesége (Nadia Gray)
- Bocsáss meg, drágám! (Le couturier de ces dames) [1956] .... Adrienne Vignard (Suzy Delair)
- Ember született (Chelovek rodilsya) [1956] .... Nágya Szmirnova, hősnő, vidéki lány (Olga Bgan)
- Hétköznapi tragédia (Il ferroviere) [1956]
- Egy szélhámos vallomásai (Bekenntnisse des Hochstaplers Felix Krull) [1957] .... 1. szinkron: Zaza (Liselotte Pulver), 2.szinkron: Madame Houpflé (Susi Nicoletti)
- A gyémánt áldozatai (The Man Inside) [1958] .... Trudie Hall (Anita Ekberg)
- Hüvelyk Matyi (Tom Thumb) [1958] .... Erdő királynője (June Thorburn)
- Kövessen, fiatalember! (Suivez-moi jeune homme) [1958] .... Françoise Marceau (Dany Robin)
- Légy szép és tartsd a szád! (Soi belle et tais-toi) [1958] .... Virginie Dumayet (Mylène Demongeot)
- A szél (Veter) [1958] .... Mari (Elza Lezhdey)
- Távoli partokon (Uzaq sahillarda) [1958] .... Angelika (Agniya Yelekoyeva)
- A bíró (Il Magistrato) [1959] .... Carla Bonelli (Jacqueline Sassard)
- Kémek éjszakája (La nuit des espions) [1959] .... Elle (Marina Vlady)
- A púpos (Le bossu) [1959] .... Isabelle de Caylus (Sabine Sesselmann)
- Van, aki forrón szereti (Some Like It Hot) [1959] .... Vad Virág Kowalczyk (Marilyn Monroe)
- Csipkerózsika (Sleeping Beauty) [1959] .... Fiona (Barbara Luddy)
- A bíró (Domaren) [1960] .... Brita Randel (Ingrid Thulin)
- A búcsú (Kirmes) [1960] .... Annette (Juliette Mayniel)
- Candide, avagy a XX. század optimizmusa (Candide ou l'optimisme au XXe siècle) [1960] .... Kunigunda (Daliah Lavi)
- Don Carlos (film, 1960) .... Valois Erzsébet (Aglaja Schmid)
- Az édes élet (La dolce vita) [1960] .... Sylvia (Anita Ekberg)
- Kallódó emberek (The Misfits) [1960] .... Roslyn Taber (Marilyn Monroe)
- 101 kiskutya (film, 1961) (One hundred and one dalamtians) .... Szörnyella de Frász
- A 13-ára virradó éjszaka (Noshtta sreshtu 13-i) [1961] .... Szavina (Ani Tsoneva)
- Az álnok papagáj (The Night We Got the Bird) [1961] .... Julie Skidmore (Dora Bryan)
- Az énekesnő hazatér (Darclée) [1961] .... Darclée (Silvia Popovici)
- Fiatalok voltunk (A byahme mladi) [1961] .... Veska (Rumyana Karabelova)
- A gyanúsított (Man Detained) [1961] .... Kay Simpson (Elvi Hale)
- Mamlock professzor (Professor Mamlock) [1961] .... Ruth Mamlock (Doris Abeßer)
- A próbakisasszony (Malá manekýnka) [1961] .... (Hana Silhánková)
- Válás olasz módra (Divorzio all'italiana) [1961] .... Rosalia Cefalù (Daniela Rocca)
- A hazug lány (Adorable menteuse) [1962] .... Juliette (Marina Vlady)
- A maffia parancsára (Mafioso) [1962]
- Az oroszlán (The Lion) [1962] .... Tina (Pamela Franklin)
- Torreádor-keringő (Waltz of the Toreadors) [1962] .... Ghislaine (Dany Robin)
- Hölgyeim, vigyázat! (Méfiez-vous, mesdames!) [1963] .... Henriette (Sandra Milo)
- Méhkirálynő (L'ape regina) [1963] .... Regina (Marina Vlady)
- A törvény balkeze (The Wrong Arm of the Law) [1963] .... Valerie (Nanette Newman)
- Beszéljünk a nőkről (Se permettete parliamo di donne) [1964]
- Hol a tábornok? (Gdzie jest general?) [1964] .... Marusia (Elzbieta Czyzewska)
- Nyári bolondságok (Frenesia dell'estate) [1964]
- Az öreg hölgy látogatása (The Visit) [1964] .... Karla Zachanassian (Ingrid Bergman)
- Júlia és a szellemek (Giulietta degli spiriti) [1965] .... Suzy / Iris / Fanny (Sandra Milo)
- Az apáca (La religieuse) [1966] .... Madame de Chelles (Liselotte Pulver)
- Frédi, a csempész-rendész (The Man Called Flintstone) [1966] .... Irma
- Mona Lisa tolvaja (Il ladro della Gioconda) [1966] .... Nicole (Marina Vlady)
- Minden évben újra (Alle Jahre wieder) [1967] .... Inge Deitert (Sabine Sinjen)
- Isadora [1968] .... Isadora Duncan (Vanessa Redgrave)
- A szicíliaiak klánja (Le clan des Siciliens) [1969]
- Ördög mérnök halála (Vrazda ing. Certa) [1970] .... Ona (Jirina Bohdalová)
- Uram, Ön özvegyasszony lesz! (Pane, vy jste vdova!) [1971] .... Evelyna Kelettiová (Iva Janzurová)
- Washington zárt ajtók mögött (Washington: Behind Closed Doors) [1977] .... Linda Martin (Lois Nettleton)
- Minden egér szereti a sajtot [1981] .... Fruzsina (Szöllősy Irén)
- Johnny Mnemonic - A jövő szökevénye (Johnny Mnemonic) [1995] .... Ilsa Lund (Ingrid Bergman) (archív felvétel)

## Hangjátékok
- András Béla: A lusta kis rigó (1953)
- Erdődy János: A korona rabszolgái (1957)
- Hegedűs Géza: Szerelem a fűzfák alatt (1957)
- Drzsics, Marin: Dundo Maroje (1958)
- Hegedűs Géza: Fehérlófia (1958)
- Kuprin-Belohorszky Károly: Szulamit (1959)
- William Shakespeare: Vihar (1959)
- Gerhard Rentzsch: Biztonság: oké! (1961)
- Gyárfás Endre: Egy pillanat gyümölcse (1961)
- Mikszáth Kálmán: Beszterce ostroma (1961)
- Takács Tibor: A hét lépés vers legendája (1961)
- Akszjonov, Vaszilij: Kollégák (1962)
- Gyárfás Miklós: Kisasszonyok a magasban (1962)
- Gyárfás Miklós: Kényszerleszállás (1962)
- Jókai Mór: A kőszívű ember fiai (1962)
- Huxley, Aldous: A majom és a lényeg (1962)
- Miller, Arthur: Gyújtópont (1962)
- Moravecz Imre: Egy trabant legendája (1962)
- Trójában nem lesz háború (1962)
- Aziz Neszin: Törököt fogtunk!...(1963)
- Balássy László: Dal a folyó felett (1963)
- Fodor Ilona: A Lánchídtól a Nagykörútig (1963)
- Hegedűs Gyula: Thézeusz és Ariadné (1963)
- Karinthy Frigyes: Capillaria (1963)
- Alain Mirodan: Lélekfelelős (1964)
- Euripidész: Ion (1964)
- Rodari-Sardarelli: A vágy füve (1964)
- Róna Tibor: Húsz éven felülieknek (1964)
- Thackeray: A hiúság vására (1964)
- Aldo Nikolaj: Kilátó (1965)
- Carel és Jozef Capek: A rovarok életéből (1965)
- Evelyn Vaugh: Kirándulás a való életbe (1965)
- Fésűs Éva: A csodálatos nyúlcipő (1965)
- Günther Eich: A viterbói lányok (1965)
- Gundermann, Max: Határidőnapló (1965)
- Gyárfás Miklós: Sír az oroszlán (1965)
- Hegedűs Géza: Martinuzzi (1965)
- Shaw, G.B.: Szonettek fekete hölgye (1965)
- Liszkay Tamás: Utazás Bitóniába (1965)
- Mintha tegnap történt volna (1965)
- Művészpályám - Bikádi György visszaemlékezése (1965)
- Rolf Schneider: A harmadik keresztesháború (1965)
- Tóth Károly: Claudius, az isten (1965)
- William Shakespeare: Szentivánéji álom (1965)
- Fésüs Éva: Toportyán Tódor a mezei könyvnapon (1966)
- Füst - Vidám zenés műsor a dohányzásról (1966)
- Lope de Vega: Hej Madrid, Madrid! (1966)
- Thornton Wilder: Szent Lajos király hídja (1966)
- Friedrich Dürrenmatt: A szamár árnyéka (1967)
- Momo Kapor: Álomhinta (1967)
- Alexandre Dumas: Olifus apó házasságai (1968)
- Kaposy Miklós-Mike Klári: A sanzon Magyarországon (1968)
- Somerset Maugham: Mr. Mindentudó (1968)
- Somogyi Tóth Sándor: A bíró is halandó (1968)
- Anders Bodelsen: Előléptetés (1969)
- Dorothy Sayers: A nagy sugallat (1969)
- Hegedűs Géza: Szerelem és diplomácia (1969)
- Hegedűs Géza: Az özvegy és a katona (1969)
- Kürti András: A Mittalon-ügy (1969)
- Arany János: Jóka ördöge (1970)
- Homérosz: Odüsszeia (1970)
- Tersánszky Józsi Jenő: Mese a buta nyúlról (1970)
- Boros Lajos-Vámos Miklós: Felfüggesztés (1971)
- Történet a szerelemről és a halálról (1971)
- Gorkij: Ellenségek (1972)
- Sós György: Hétfői humanizmus (1972)
- Hegedűs Géza: A szépséges Meluzina (1973)
- Jerzy Krzyszton: Alibi (1973)
- Jókai Mór-Hárs László: Kénytelen mulatság (1973)
- Karinthy Frigyes: Egy nőt szeretni (1973)
- Henry James: Egy hölgy arcképe (1974)
- Karinthy Frigyes: Mennyei riport (1974)
- Mándy Iván: Ha köztünk vagy, Holman Endre (1975)
- Szervusz, Budapest! (1975)
- Urbán Gyula: Röffencs, az irigy perselymalac (1975)
- Csurka István: Sárkefe (1976)
- Joachim Walther: A zöldövezet (1976)
- Urbán Gyula: Ping és Pong a két kicsi pingvin (1976)
- Zala Zsuzsa: Matróz Jack (1976)
- Hegedűs Géza: Az égbolt és a kupola (1977)
- Beumarchais, Pierre-Augustin: Figaro házassága (1978)
- Moldova: mese az írógépről és a hegedűről (1979)
- Szabó Magda: Sziget-kék (1979)
- Moldova György: Lopni tudni kell (1980)
- Karc - 1981. december (1981)
- "...Csak a békét szeretem..." (1983)
- Herman Heijermans: Remény (1983)
- Mándy Iván: Lebontott világ (1984)
- Mándy Iván: Alagsori tárlat (1985)

## Cd-k, hangoskönyvek
- Farkas Ferenc – Ják Sándor: Az egér és az oroszlán

## Díjai, elismerései

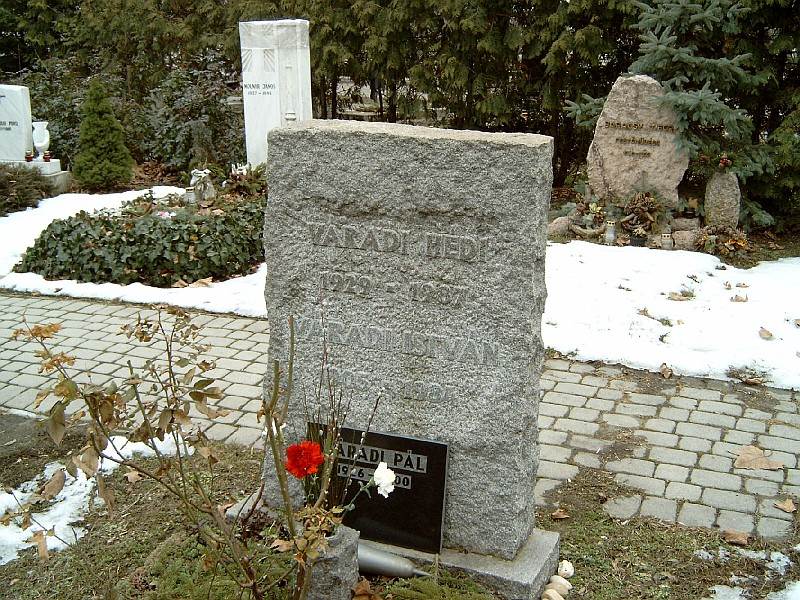
Sírja Budapesten. Kerepesi temető: 42-új

- Jászai Mari-díj (1960)
- Farkas–Ratkó-díj (1966)
- Érdemes művész (1968)
- Kiváló művész (1973)
- Kossuth-díj (1975)

## Emlékezete
Tizenhat évvel a halála után, a Budapest V. kerület, Hercegprímás utca 2. szám alatti lakóhelyén a Főpolgármesteri Hivatal emléktáblát helyezett el, amelyet Schiffer János főpolgármester-helyettes avatott fel 2003. április 11-én.

## További információ
- Váradi Hédi a PORT.hu-n (magyarul)
- Váradi Hédi az Internetes Szinkronadatbázisban (magyarul)
- Váradi Hédi az Internet Movie Database-ben (angolul)